# Julien Doré
Julien Doré (Alès, 7 juli 1982) is een Franse singer-songwriter, muzikant, producer en acteur.

## Biografie
Doré werd geboren in Alès en bracht zijn jeugd door in Lunel en Nîmes. In 2002 richtte hij, onder de naam Julian Goldy, de groep Dig Elvis Up op met Guillaume de Molina op gitaar. De groep speelde in de bars van Nîmes en omgeving. Vijf jaar later nam Doré solo deel aan de talentenjacht Nouvelle Star, de Franse versie van Idols, waarvan hij de winnaar werd. Op 16 juni 2008 kwam zijn eerste soloalbum op de markt, getiteld Ersatz. Dit album werd goud in Frankrijk en ging meer dan 100.000 keer over de toonbank. Voor het album heeft Doré zich laten beïnvloeden door Serge Gainsbourg.
In 2011 haalde Doré opnieuw een gouden plaat binnen met zijn tweede studioalbum Bichon. Zijn derde album Løve, dat in oktober 2013 uitkwam, was wederom een groot succes en werd drie keer platina. Het album werd in juli 2013 werd voorafgegaan met de single Paris-Seychelles, wat een hit werd in Frankrijk. Ook de single Chou wasabi werd een hit. In 2015 werd hij op Victoires de la musique uitgeroepen tot beste mannelijke artiest van het jaar.
Het succes bleef Doré maar toelachen naarmate de jaren '10 vorderden. Zijn derde album & uit 2016 werd maar liefst 500.000 keer verkocht. De singles Le lac, Sublime & silence, Coco câline en Porto-Vecchio werden hits in Frankrijk. Twee jaar later kwam zijn album Vous & moi uit, waarop tien van de dertien nummers van zijn vorige studioalbum opnieuw zijn opgenomen in akoestische versies.
Na een pauze van twee jaar keerde Doré in 2020 terug met de single La fièvre. Deze single is terug te vinden op Doré vierde album Aimée, dat op 4 september 2020 uitkwam. Van dit album verschenen ook nog Nous, Kiki, Waf en La bise op single.
Tijdens de finale van het achtste seizoen van de Franse versie van The Voice Kids fungeerde Doré als coach.

## Hitnoteringen
| Single met hitnotering(en) in de Vlaamse Ultratop 50 | Datum van verschijnen | Datum van binnenkomst | Hoogste positie | Aantal weken | Opmerkingen |
| ---------------------------------------------------- | --------------------- | --------------------- | --------------- | ------------ | ----------- |
| Le lac                                               | 2016                  | 01-10-2016            | tip24           | -            |             |
| Coco câline                                          | 2017                  | 10-06-2017            | tip22           | -            |             |
| Porto-Vecchio                                        | 2017                  | 11-11-2017            | tip             | -            |             |
| Midi sur novembre                                    | 2018                  | 06-10-2018            | tip             | -            | met Louane  |

## Trivia
- Doré was tussen 2007 en 2010 getrouwd met actrice Louise Bourgoin. Van 2010 tot 2012 woonde hij samen met de actrice Marina Hands.
- Hij is sinds begin jaren '10 vegetariër.